# Tapinoma carininotum
Tapinoma carininotum (лат.) — вид муравьёв подсемейства долиходерины (Dolichoderinae). Африка (Бенин, Камерун, Нигерия, Южный Судан, «Anglo-Egyptian Sudan», Imatong Mts).

## Описание
Мелкие муравьи коричневого цвета (около 2 мм). Похож на Tapinoma lugubre, но выглядит более тёмно-коричневым с контрастными бледными придатками. Гнездится на земле, в мёртвой древесине и в почве. Довольно обилен на какао в Нигерийском научно-исследовательском институте какао, Иди Аюнре, на 5 % деревьев в некоторых блоках, но обычно не так распространён. Он может быть положительно связан с Crematogaster depressa и отрицательно с Pheidole megacephala. Ассоциирован с тлями. Также встречается на местной травянистой растительности, в садах кешью, колы, масличной пальмы и манго (Mangifera indica). Заднегрудь округлая без проподеальных шипиков. Усики короткие, у самок 12-члениковые. Жвалы с 2 крупными апикальными и несколькими базальными зубцами. Нижнечелюстные щупики 6-члениковые, нижнегубные щупики состоят из 4 сегментов. Стебелёк между грудью и брюшком состоит из одного сегмента (петиоль). Вид впервые описал американский энтомолог Neil Albert Weber (1908—2001).